# 農業者大学校
農業者大学校（のうぎょうしゃだいがっこう、英語: National Farmers Academy）は、かつて茨城県つくば市観音台二丁目に本部を置いていた農業者の教育機関（大学校）。廃止時は、国立研究開発法人農業・食品産業技術総合研究機構の内部組織であった。1968年に設置されたが、2010年4月、行政刷新会議の事業仕分けにより廃止対象とされ、2012年3月（2011年度末）で廃止となった。組織の略称は農者大。

## 沿革
- 1968年（昭和43年） - 国立の教育機関として農林省により設立され、「農林省農業者大学校」として開校する。
- 2001年（平成13年） - 農業者の育成に国が引き続き責任を持ちつつ、運営を効率的・弾力的に行う為、独立行政法人に移行し、独立行政法人農業者大学校となる。
- 2006年（平成18年） - 農業関係試験研究を行う3つの組織と統合し、独立行政法人農業者大学校が独立行政法人農業・食品産業技術総合研究機構に統合され、同機構の内部組織となる。名称は「独立行政法人農業・食品産業技術総合研究機構農業者大学校」となる。
- 2008年（平成20年4月） - 農業関係研究の拠点である茨城県つくば市に移転・開校。最先端農業技術及び高度な経営管理手法を身につけ、21世紀の農業の担い手として必要な高い創造性と経営能力・技術力を培うため、農業分野の研究者や農業実践者が深く関わる特色あふれる新しい教育課程による2ヶ年の農業教育を開始。
- 2010年（平成22年） - 民主党鳩山由紀夫内閣主導による行政刷新会議の事業仕分けにより廃止対象と決定される。（現在は、自民党安倍内閣により当会議は廃止）
- 2012年（平成24年） 3月31日 - 在校生が全員卒業後、農業者大学校が独立行政法人農業・食品産業技術総合研究機構の内部組織から廃止される。

## 教育課程
- 農業（6次産業）を中心とした専門教育を行っていた。
- 当初は多摩校舎の農業者大学校時は、高校卒業程度を対象とした3年制の短期大学的なカリキュラムだったが、後に受験資格とカリキュラムが変更され、つくば市へ移転後は大卒程度の知識を持つ39歳までの者（四年制大学卒業程度の理解力のある者・学歴職歴不問）と年齢制限が加わった。2年制（単位制）である。つくば市創立三年から入学資格に農業実践（期間有）も追加された。
- 「世界最高水準のtop経営者育成（地域から世界を視野に）」を目的に掲げ、専門職大学院の経営コース（ いわゆる「日本版MBA」）にも同等もしくは匹敵する教育内容を謳っていた。
- 各県・民間農業大学校から農業者大学校へ最終的に学ぶ教育課程も行われた。
- 外部講師（教育応援団）による講義が多かった。
- 全国農業大学校協議会も本校が中心となり行われていた。
- 担当講師に教育指導専門職（国家公務員）がおり、各班ごとに学生が分かれ、学生相談と演習・最終的な卒業論文執筆計画書・資料収集・現地調査・中間発表・論文作成・卒業論文審査・卒業論文発表が行われ、審査結果で評価する。

## 教育理念

### 自己変革する農業経営者としての基礎力の養成
- 農業経営者は時代の変化に的確に対応して、技術革新を図りながら、新たな経営形態を転換するなど、柔軟な発想で自らの経営に取り組む必要がある。このため、循環型社会や食の安全を求める社会の動き、先進的経営、先端的技術開発の取り組みについて学び、たえざる経営革新を実践する基礎力養成。

### 世界的視野で考え、地域での行動する農業経営者の育成
- 日本や世界の動向を常に把握し、その中で農業・農村のおかれている状況を理解し、将来を見据え自分の経営だけでなく地域発展を考え、それぞれの現場で経営に取り組む必要がある。このため、世界食糧・環境・資源の状況や我が国の農業・農村の役割・農村集落機能・地域づくり活動について学び、地域農業変革主体となり行動する地震・心構えの養成。

### 人間教育
- 地域を牽引するリーダーは、技術や経営管理手法のみならず、しっかりとした価値観や農業哲学「自分のものさし」を持ち、バランスのとれた幅のある人間としての魅力が必要であるため、社会の幸福を願い、そこに向けた社会のあり方や未来の追い求める思想、哲学、人間のありようを学び、深い教養、幅広い見識、柔軟な思考力、総合的な判断力、豊かな人間性の養成。

## 教育の特色
全国各地の先進的農家・農業法人等を実習の場とし、大学教員、研究機関研究員、各界トップリーダーの一流講師講義を依頼し、多様な大学卒レベル経歴学生を受け入れ、トップレベル農業者教育。

### 付属施設としての固定した農場を持たない
- 固定した農場を持たない結果、一人ひとりの学生が目指す目標に最適な実習先を選ぶことができ、人間性・経営、地域づくりなどいろいろな意味で目指す将来像の範となる。

### 講義を担当する講師が大学校に所属しない
- 外部講師依頼により、講義科目全てに各科目最適任講師依頼できる。大学教員、国所管独立行政法人試験研究機関研究員、農業者、経営者、実践者として各界トップクラスが多数含まれている。

### 入学資格として、四年制大学卒業レベルの理解力で分野別学歴は問わない
- 経歴多様な者、四年制大学卒業レベルの理解力のある者、意欲と夢をもつ者を幅広く受け入れる。

### 自学自習
- 創設当初の見学精神である自学銃を基本とする。各学生経歴に応じて幅広い選択科目を設け、自由な学びと、全国で活躍している先進的講義並びに直接対話、校長講話を通じ、意欲の醸成。講義、演習、実習お始め、図書室、パソコン学習計画の学び。

### オーダーメイド教育
- 経歴や将来ビジョンに合わせ、教育指導専門職の適切アドバイスを行い、一人ひとりが学習計画をたてる。学生に不足している科目、経験、知識を補う。目標設定を教育指導専門職が支援し、将来目指す農業形態に合わせて履修科目選択し、自らの学習計画に沿って行う。

### 切磋琢磨による農業者を育てる大学校
- 経歴、年齢、出身地も異なる学生の文化的土壌を刺激し、講義、演習、実習、生活を通じ切磋琢磨して農村を理解し、都会も分かる幅のあるバランスのとれた農業者（ハイブリッドファーマー）を育成。

### 農業者が育てる大学校
- 卒業生と日本農業法人農氷経営者の協力の下に教育を進め、いろいろなジャンルの講義と直接対話を2年間行い、動機付け、明確化、意識高揚を刺激し、人間性、経営観アック、発想・着眼の仕方を学ぶ。

### 研究機関への派遣
- 食料・農業・農村の我が国最大機関である独立行政法人農業・食品産業技術総合研究機構に属することを活かして、研究機関研究チームのもとで4ヶ月（週2日間）派遣実習により、生産現場問題点原因究明と解決に向けた科学的アプローチの仕方、農業技術開発背景、導入効果、先端的農業技術等を学び、将来経営者として役立つ研究者とのネットワークの構築。

### 演習を重視
- 2年間にわたる演習により、派遣実習選定から実習結果取りまとめを通じ、農業者像明確化を図り、ディベート手法、地域活性化、地域資源、地域づくりのためのマネジメント手法を学び、講義・実習・演習成果を集大成して自ら農業に対する考え方、就農計画、将来経営ビジョンを卒業論文へ取りまとめる。

### 就農支援
- 就農支援専門職が学生希望に添った円滑な就農ができるように、全国就農支援機関や市町村と連絡調整、新規参入に関する経営継承などの情報収集、マッチング支援を行う。卒業生による就農相談や日本日本農業法人協会との連携等、農業経営基盤がある学生のみならず、非農家出身学生など農業に関わりがなかった学生の確実な就農や定着の支援。

## 主な授業科目・シラバス・講義
- オリエンテーション分野・6単位以上
- フロンティアテクノロジー分野・3単位以上
- アグリビジネス・情報システム分野・3単位以上
- 食の安全・消費者コミュニケーション分野・2単位以上
- 環境保全型農業・有機農業分野・2単位以上
- 農村地域マネジメント分野・2単位以上
- 国際食糧・農業事情分野・1単位以上
- 総合強化分野・5単位以上
- 演習・14単位
- 実習・18単位以上
- 必修科目・選択科目があり、合計90科目で11分野のいずれかに属している。
- 各科目単位数合計は、106.5単位になる。
- 提携授業・筑波大学連携協定授業（筑波大学が公開する講義、実習、演習での討論や筑波大生との交流。講師に筑波大学教授、准教授等。筑波大学生物資源学類シバラスの中から公開する講義・演習・実習の講義。筑波大学修了証書等を参考農業者大学校単位に認定。）

- 1単位時間数（講義・15時間、演習・30時間、実習・45時間）
- 1時限75分を1.5時間単位計算
- 農作業実習は、教育効果考慮で1単位40時間
- 農業インターンシップ及び夏期特別研究チーム実習認定単位1週間1単位とし、上限4単位

- 各分野ごの必要単位数24単位（うち必修科目6.5単位）
- 卒業要件単位数（うち講義30単位、演習14単位、演習18単位）

## 主な行事・資格取得
4/上旬：入学式
- 6/1：創立記念日

7月～11月:全国先進経営派遣実習（個々選択制）
- 11/21：収穫祭
- 3/上旬卒業式

- 大型特殊免許・けん引免許・家畜人工授精・簿記検定・毒物劇物取扱者・日本農業技術検定　他（各種資格希望があれば適宣資格有と情報提供する）
- 費用（検定料等）は、教育預かり金から支払う。

## 卒業・卒業後
- 大学校所定修業年限2年以上在学し、必要な授業科目を履修し、所定の単位を修得した学生を卒業者と認定し、卒業証書が授与される（MBA専門職大学院同等・匹敵扱いとして単位が認定されている）[注 1]。
- 農林水産省により、農業者大学校卒業者に認定される[注 2]。
- 本校卒業生のみ、農林水産省・農研機構よりフォローアップによる指導・支援がされる（卒業証明書発行・技術相談窓口）[注 3]。

## 校長
- 佐々木義之[注 4]

## 所在地

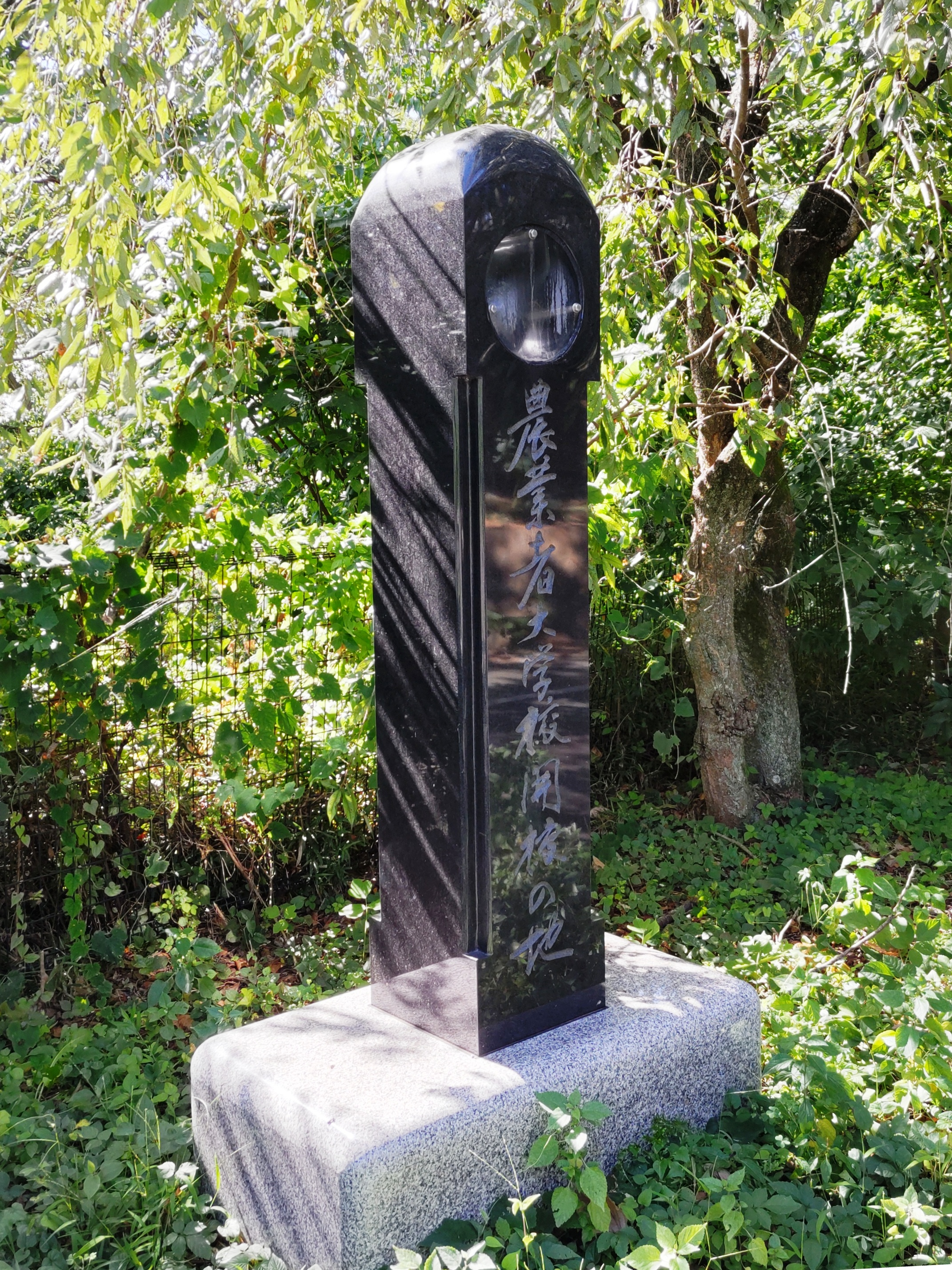
農業者大学校開校の地碑（多摩校舎跡）

- つくば校舎
茨城県つくば市観音台二丁目1番地12
- 多摩校舎（つくば校舎移転以前の所在地）
東京都多摩市連光寺三丁目23番1号

## 学生生活・環境
- 最先端技術研究の本拠地で、つくば農林研究団地内にあり、国内研修生宿泊施設に寮がある。
- 社会人学生・履修生・専攻科の学びや、全国ネットでの授業もある。
- 寮は強制ではなく、自宅から働きながらの通勤通学が可能であり、県内だけではなく、全国から通勤可能学生の対応も行った。
- 筑波学園研究都市内科学技術研究中心地の位置する。
- 農林水産省研究機関、経済産業省の産業技術総合研究所、環境省の国立環境研究所、筑波大学等の研究機関・大学が集積している。
- 農業者大学校本校図書館から農研研究機構図書館、各研究所図書館の利用も農業者大学校身分証明書専用カードで利用可能。又、本の寄付・寄贈も可能である。各研究機関図書室は約120万冊蔵書を貸出・文献複写が利用できる。
- 一人一台、ノート型PCを在学時に貸し、入学から卒業まで本校施設内で各自使用することが認められていた。
- 農業関係のアルバイトも推奨し掲示され、それ以外の仕事も在学時働きながら学べた。
- 筑波農林研究団地内共同利用施設においては、研修生宿泊施設・食堂・売店・理容室・診療所・共同利用運動施設・郵便局当が利用できる。
- 農業者大学校校舎には、24時間図書室・パソコン室の利用（大学校本人身分証明証カードによる出入）、無料職業紹介室、喫煙所、保健室、談話コーナー湯沸室がある。
- 無料職業紹介室は、職業安定法に基づく「無料職業紹介事業」を行うために設置。
- 寮は学生自治会で自治会規約の沿って学生総会・役員・会長・副会長・事務局員・会計長・会計員・運営委員・収穫祭実行委員長・交流委員長・企画委員長・生活委員長・学生と職員連絡会がある。
- 本校学生は、教務課事務室・事務局長室・校長室・演習室の職員へは何時でも訪問可能である。

## 日本農業経営大学校との関係
- 日本農業経営大学校は松下政経塾のような大学校の位置づけであり、農業者大学校教育の良い点を引継いでいる。又、農業者大学校同窓会も設立時（民間・国・各産業界・による存続署名活動）と、現在も講師・実習等で深く関わっている。

## 主な出身者
- 金子美登 - 有機農業家（霧里農場代表）・団体職員（特定非営利活動法人全国有機農業推進協議会理事長）・政治家（小川町議会議員）
- 長田竜太 - 日本キヌカ株式会社代表取締役社長
- 坂井涼子 - 農家持ち寄り市場採彩、坂井ファームクリエイト
- 婦木克則 - （有畜複合経営）農業家
- 木内博一 - 農事組合法人和郷園
- 佛田利弘 - 農業生産法人株式会社ぶった農産代表取締役社長、有限会社プラウ取締役、有限会社北陸自然学研究所代表、株式会社ジャパン・アグリ-カルチュア・マーケティング&マネジメント副社長
- 堀井高志 - 堀井農園、看護士
- 坂本晃之助 - （果樹）農業家
- 畑野泰人-　藺草農業家　及び　畳表アーティスト